# Општина Клуж-Напока (Клуж)
Клуж-Напока (рум. Cluj-Napoca) општина је у Румунији у округу Клуж.
Oпштина се налази на надморској висини од 333 m.

## Становништво

### Попис2002.
| Расподела становништва по националности 2002.‍ | Расподела становништва по националности 2002.‍ | Расподела становништва по националности 2002.‍ | Расподела становништва по националности 2002.‍ | Расподела становништва по националности 2002.‍ |
| --------------------------------------------- | --------------------------------------------- | --------------------------------------------- | --------------------------------------------- | --------------------------------------------- |
|                                               |                                               |                                               |                                               |                                               |
| Румуни                                        | Румуни                                        |                                               | 252.433                                       | 79,4%                                         |
| Мађари                                        | Мађари                                        |                                               | 60.287                                        | 19,0%                                         |
| Роми                                          | Роми                                          |                                               | 3.029                                         | 1,0%                                          |
| Украјинци                                     | Украјинци                                     |                                               | 146                                           | 0,0%                                          |
| Немци                                         | Немци                                         |                                               | 734                                           | 0,2%                                          |
| Руси                                          | Руси                                          |                                               | 57                                            | 0,0%                                          |
| Турци                                         | Турци                                         |                                               | 35                                            | 0,0%                                          |
| Татари                                        | Татари                                        |                                               | 15                                            | 0,0%                                          |
| Срби                                          | Срби                                          |                                               | 12                                            | 0,0%                                          |
| Словаци                                       | Словаци                                       |                                               | 25                                            | 0,0%                                          |
| Бугари                                        | Бугари                                        |                                               | 19                                            | 0,0%                                          |
| Хрвати                                        | Хрвати                                        |                                               | 3                                             | 0,0%                                          |
| Грци                                          | Грци                                          |                                               | 147                                           | 0,0%                                          |
| Јевреји                                       | Јевреји                                       |                                               | 217                                           | 0,1%                                          |
| Чеси                                          | Чеси                                          |                                               | 6                                             | 0,0%                                          |
| Пољаци                                        | Пољаци                                        |                                               | 24                                            | 0,0%                                          |
| Италијани                                     | Италијани                                     |                                               | 91                                            | 0,0%                                          |
| Кинези                                        | Кинези                                        |                                               | 14                                            | 0,0%                                          |
| Јермени                                       | Јермени                                       |                                               | 30                                            | 0,0%                                          |
| други                                         | други                                         |                                               | 572                                           | 0,2%                                          |
| неизјашњени                                   | неизјашњени                                   |                                               | 55                                            | 0,0%                                          |

### Хронологија
| Година       | 1992   | 1993   | 1994   | 1995   | 1996   | 1997   | 1998   | 1999   | 2000   | 2001   | 2002   | 2003   | 2004   | 2005   | 2006   | 2007   | 2008   | 2009   | 2010   | 2011   | 2012   | 2013   | 2014   | 2015   | 2016   | 2017   |
| ------------ | ------ | ------ | ------ | ------ | ------ | ------ | ------ | ------ | ------ | ------ | ------ | ------ | ------ | ------ | ------ | ------ | ------ | ------ | ------ | ------ | ------ | ------ | ------ | ------ | ------ | ------ |
| Становништво | 313562 | 315546 | 317339 | 318837 | 319230 | 319264 | 319690 | 319208 | 318852 | 319028 | 317268 | 315543 | 314270 | 313679 | 314724 | 315743 | 316773 | 317838 | 318889 | 319697 | 319942 | 320561 | 320547 | 321374 | 321965 | 323108 |